# Høydalsmo
Høydalsmo – miejscowość w Norwegii w gminie Tokke, w okręgu Telemark. Leży w górach Jotunheimen. Jest ośrodkiem sportów zimowych, rozgrywano tu między innymi zawody Pucharu Kontynentalnego w kombinacji norweskiej. Miejscowość jest siedzibą klubu narciarskiego Høydalsmo Idrottslag. Znajduje się tu także skocznia Huka Hoppanlegg o rozmiarze HS-94.